# ユゼフ・ムイナルチク
ユゼフ・ムイナルチク（Józef Młynarczyk, 1953年9月20日 -）は、ポーランド出身の元サッカー選手、サッカー指導者。ポジションはGK。

## 経歴
1977年にオドラ・オポーレで選手キャリアをスタートすると、1980年に強豪のヴィジェフ・ウッチへ移籍。ウッチでは2度のポーランドリーグ優勝（1981年、1982年）、1983年のUEFAチャンピオンズカップベスト4進出に貢献した。
その後は海外へ活躍の場を求め、1984年にフランスのSCバスティアを経て1986年にポルトガルのFCポルトへ移籍。ポルトでは2度のポルトガルリーグ優勝（1986年、1988年）、国際舞台においても1986-87シーズンのUEFAチャンピオンズカップ、翌1987年のUEFAスーパーカップ、トヨタカップ優勝に貢献するなど、選手キャリアにおいて最も大きな成功を収めた。
ポーランド代表としては、1979年2月18日のチュニジア戦で代表デビューを飾った。当初は3番手のキーパーであったが、監督のアントン・ピエチェニチェクの信頼を得て正GKの座を掴み、1982年のFIFAワールドカップ・スペイン大会3位入賞、1986年のFIFAワールドカップ・メキシコ大会ベスト16進出に貢献するなど、国際Aマッチ42試合に出場、9試合で主将を務めた。
1989年に現役を引退すると指導者の道へ進み、古巣のFCポルト、ポーランド代表、アラブ首長国連邦、ヴィジェフ・ウッチ、ヴィスワ・プウォツクなどでGKコーチを務めた。

## 個人タイトル
- ポーランド年間最優秀選手賞：1回（1983年）